# Tomba de Hochdorf
La Tomba de Hochdorf és un túmul funerari d'un alt dignatari de la cultura occidental de Hallstatt, i data del primer període de l'edat del ferro. La van descobrir entre 1977 i 1978 a Hochdorf, un districte d'Eberdingen, al nord-oest de Stuttgart, Baden-Württemberg, a Alemanya. La van estudiar l'any 1979, i va proporcionar un aixovar funerari molt ric.

## Context històric i geogràfic
La tomba data de finals del VI abans de la nostra era (al voltant del 530 ae/ 500 ae), i pertany a la cultura de Hallstatt. És una tomba col·lectiva de caps de principats bois que van viure durant aquest període.
Aquest grup forma part geogràficament del conjunt nord-alpí, que va des de la conca de París fins a Bohèmia, i abasta el sud d'Alemanya, Suïssa i Àustria. Aquests principats, establerts en punts de pas, controlaven els intercanvis comercials, com ara el Principat de Vix a la Costa d'Or, el campament del castell de Doubs, i l'oppidum fortificat de Heuneburg al Danubi. El lloc de referència d'aquest període és Hallstatt, a l'actual Àustria.

## Túmuls
Aquest enterrament es trobava sota un túmul de terra cobert de pedres d'uns 60 m de diàmetre i una alçada d'uns 10 m. Al bell mig es va excavar una gran volta amb murs de fusta, formada per dues caixes concèntriques fetes amb bigues de roure, de 7,4 x 7,5 m i 4,7 x 4,7 m. L'espai entre les dues caixes es va bloquejar amb 50 tones de pedres, segurament per protegir el lloc d'enterrament de possibles saquejadors. Amb el temps, la teulada que cobria la volta s'esfondrà i el túmul s'anà anivellant.
La tomba ha romàs, fins al seu descobriment, completament intacta i s'hi va trobar les restes d'un home ricament decorat i amb un aixovar d'una riquesa excepcional.

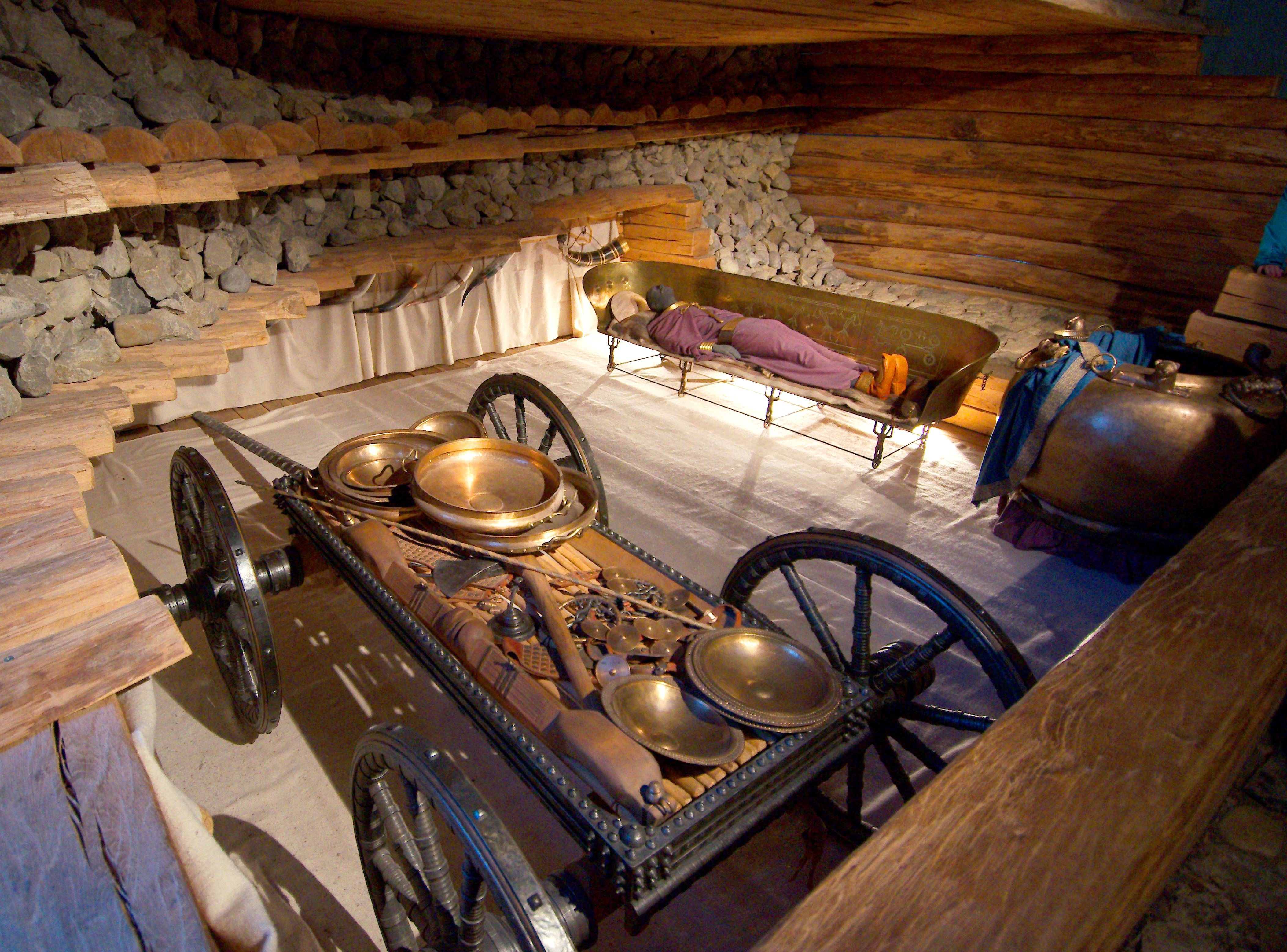
Reconstrucció de l'enterrament en el Museu d'Eberdingen
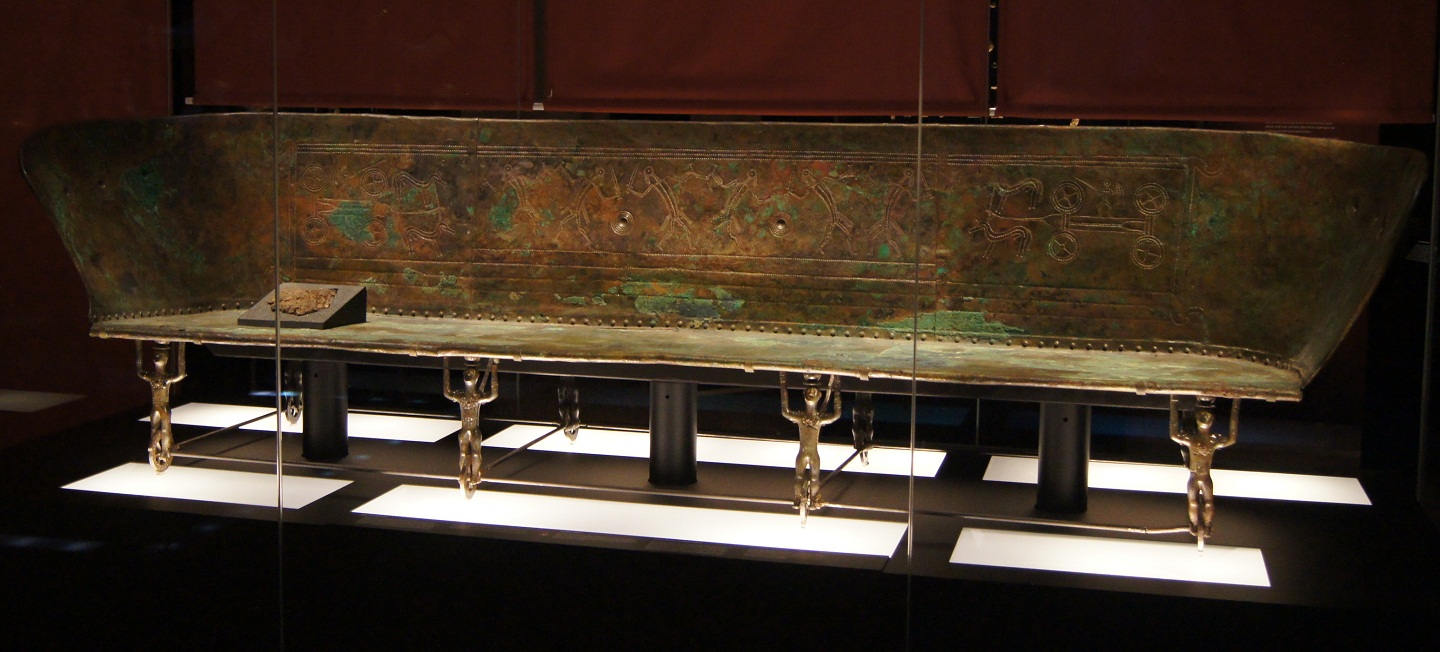
El banc de bronze
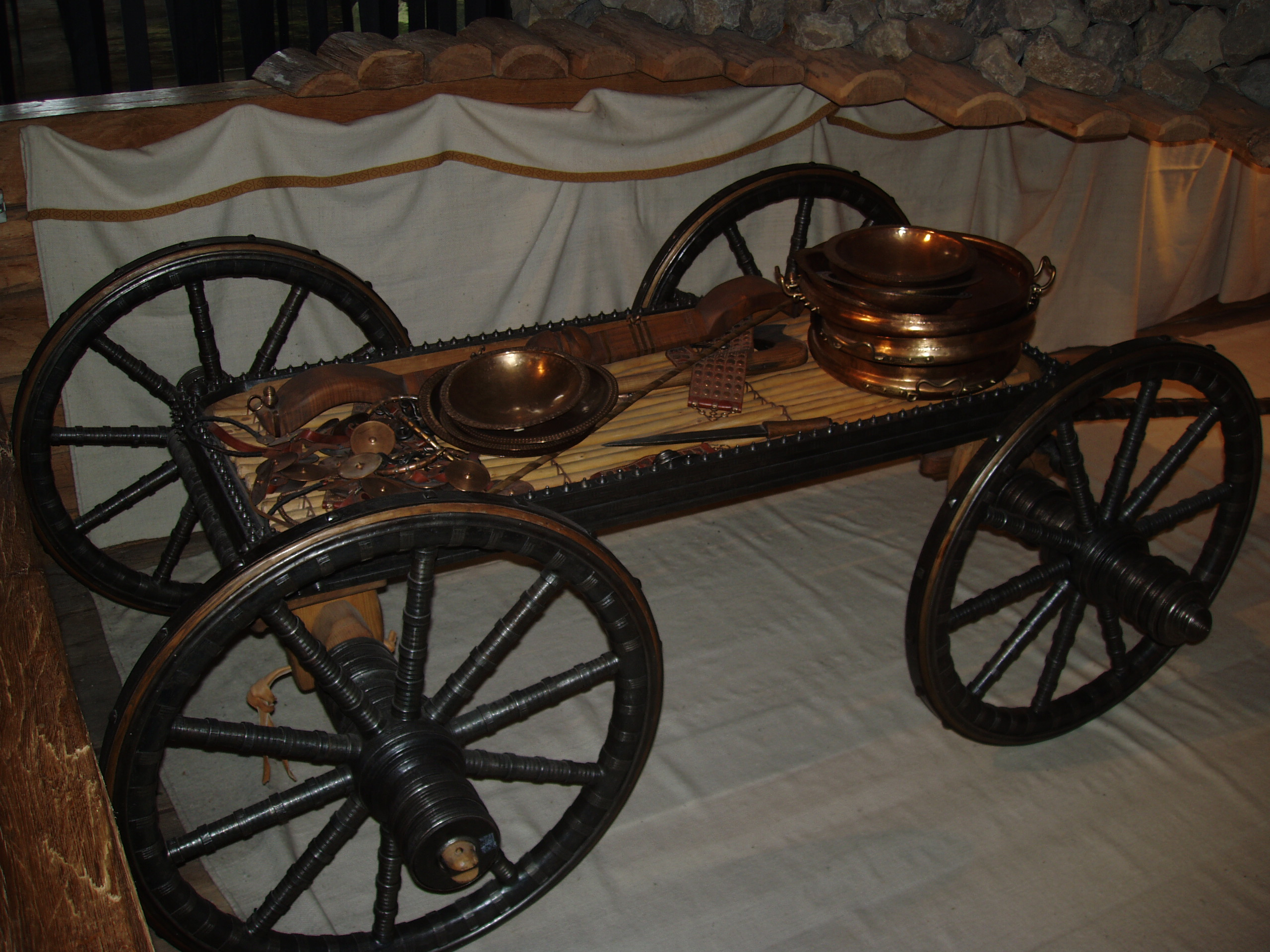
El carro restaurat

## Mobles excepcionals

### El tron
L'objecte més espectacular n'és un banc de bronze daurat, que data del 530 abans de la nostra era, sobre el qual reposava el cos d'un home d'uns quaranta anys. Aquesta mena d'objecte se sol trobar més entre els etruscs, però la decoració d'aquest tron té elements típicament celtes. Per tant, podria ser que el moble fos importat i després redecorat o copiat per artesans autòctons celtes. És l'únic exemple conegut dins la cultura celta fins ara. La decoració consta de figures dempeus sobre rodes que sostenen el seient. A la part posterior del banc també hi ha figures: tres parelles enfrontades, amb el cap inclinat cap enrere, armades, que semblen ballarins o guerrers fent una dansa ritual. Als extrems es representen dos carros: damunt de cada carro hi ha un home, amb espasa i escut. Aquest banc era al principi un tron mòbil triple. En efecte, aquest seient, de 2,50 m d'amplada, permet tres o fins i tot quatre persones assegudes amb normalitat i tres persones si estan assegudes amb les cames encreuades. Les dues fileres de quatre suports en forma de cariàtides semblen delimitar amb precisió tres llocs, cadascú d'uns 0,80 cm d'ample. Els peus en forma de dones alçant els braços recolzen el seient sobre el cap i les mans. Un dispositiu semblant es troba en el tron representat en el fris d'un dels costats llargs del sarcòfag de pedra del Túmul de Kizöldun a Gümüscay, a prop de Briga, a l'antiga plana de Granicus, a Turquia.
L'alçada de les potes fa que el seient estiga només a 35 cm del terra. Fins i tot suposant que el seient del banc estigués cobert amb un coixí, aquesta altura és inferior a la d'una persona d'1,87 m per a seure-hi còmodament amb els peus recolzats al terra. Si ens plantegem, però, els usuaris asseguts amb les cames encreuades, aquesta baixa alçada dels peus ja no és cap problema. A més a més, la presència de dues anelles als extrems del seient permet que dues persones puguen moure el banc sense problema, tot i haver-hi tres persones assegudes.

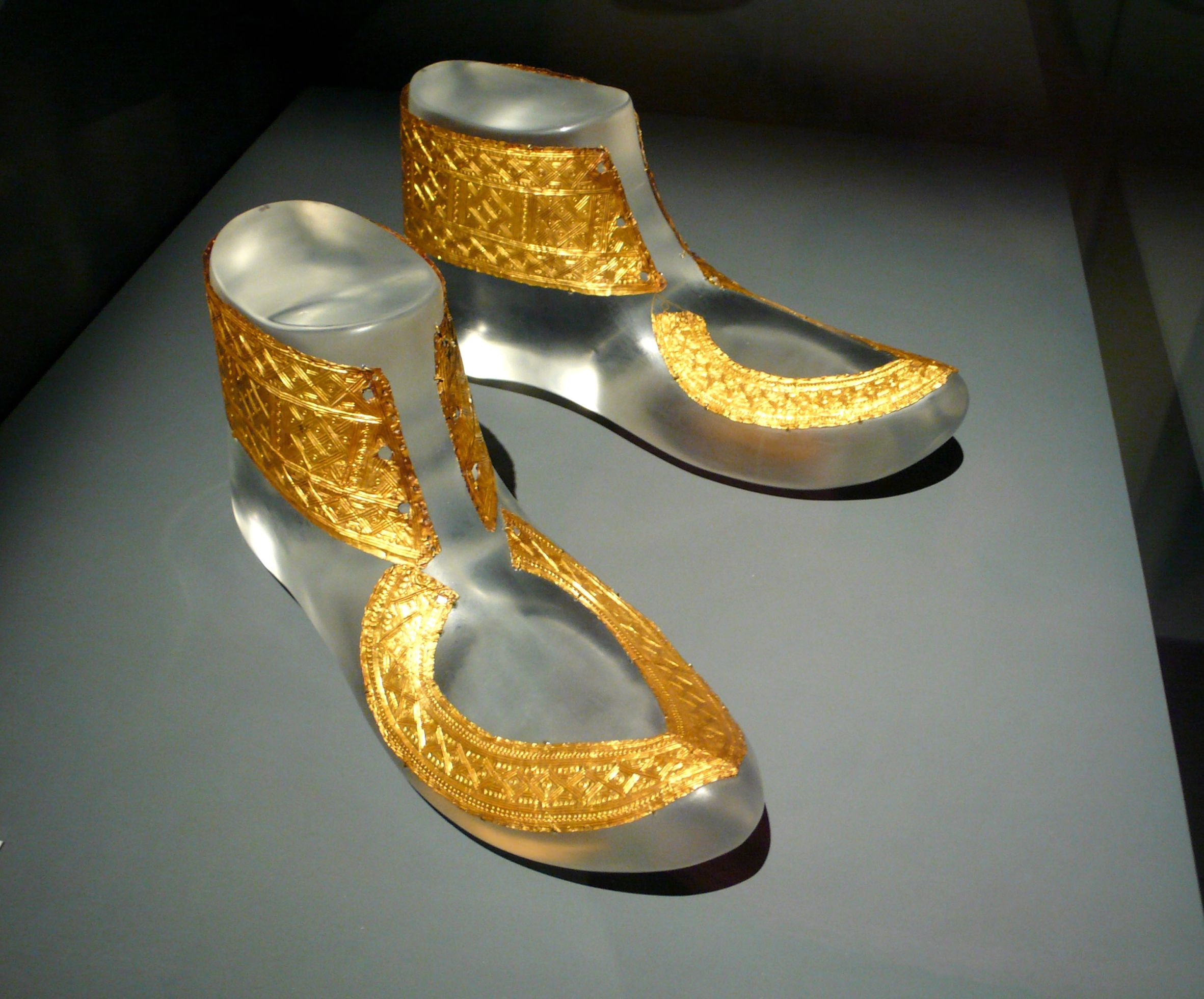
Fulles d'or que cobreixen les sabates
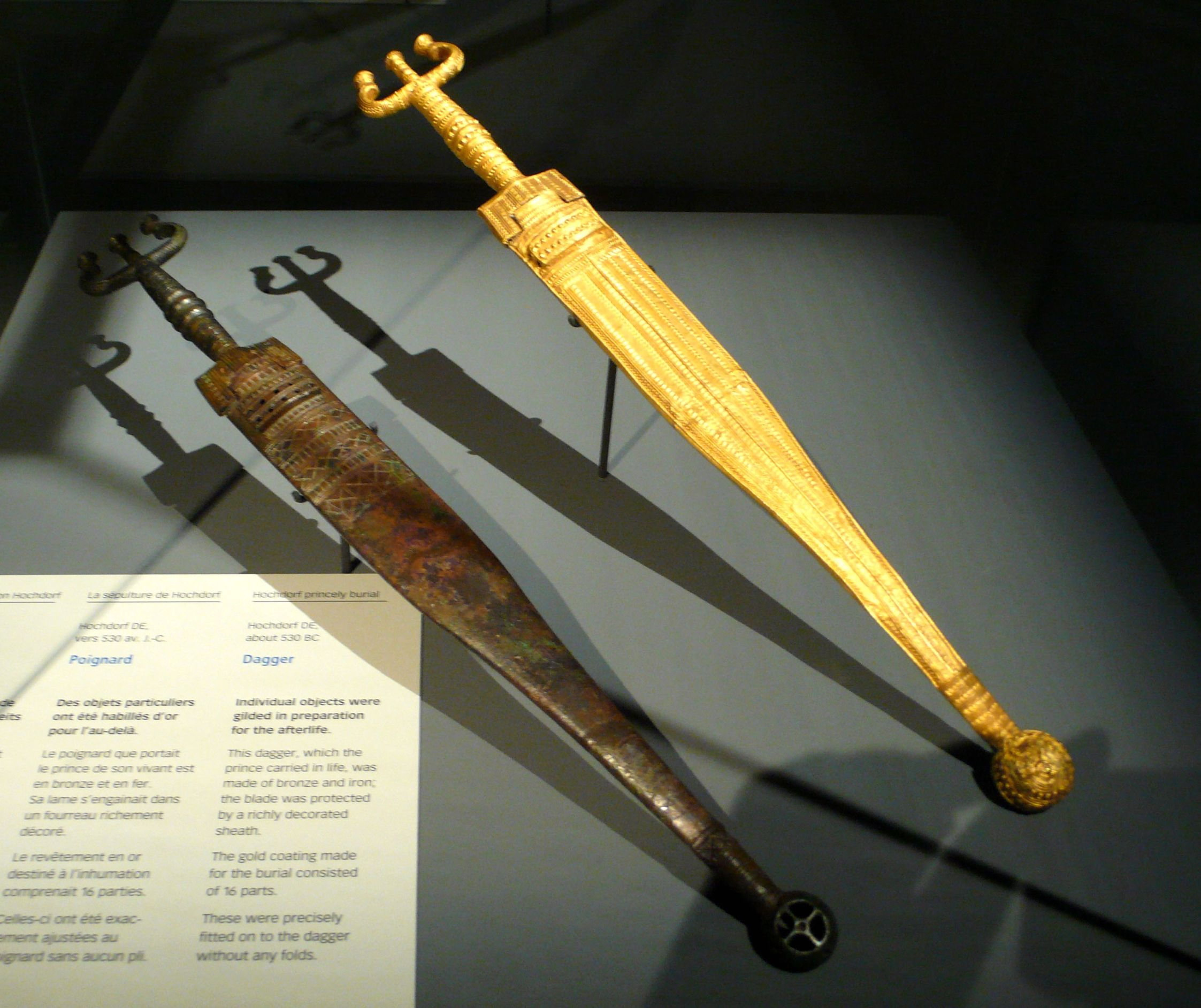
Daga de la beina daurada
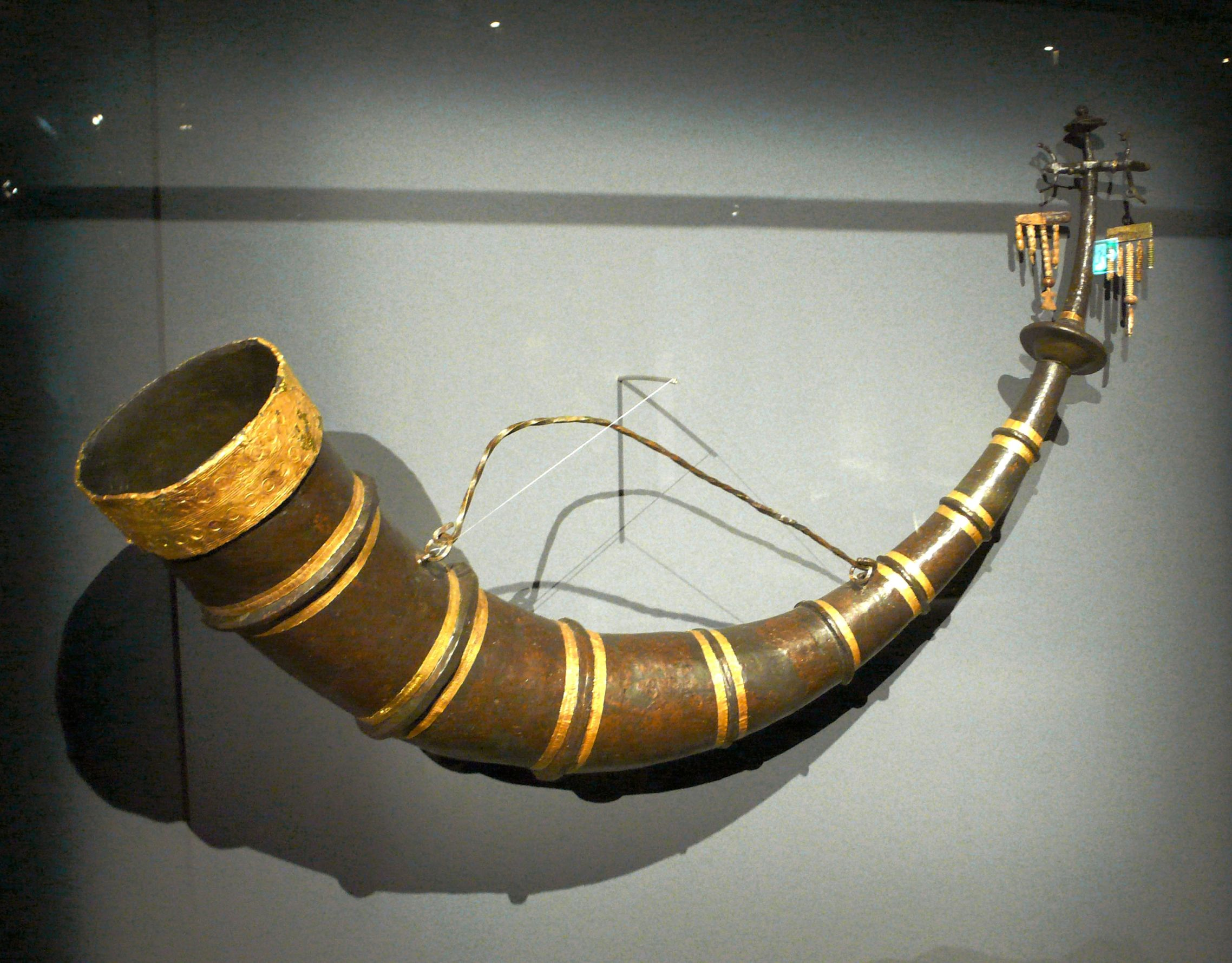
Banya per beure, reforçada amb anelles de bronze i or
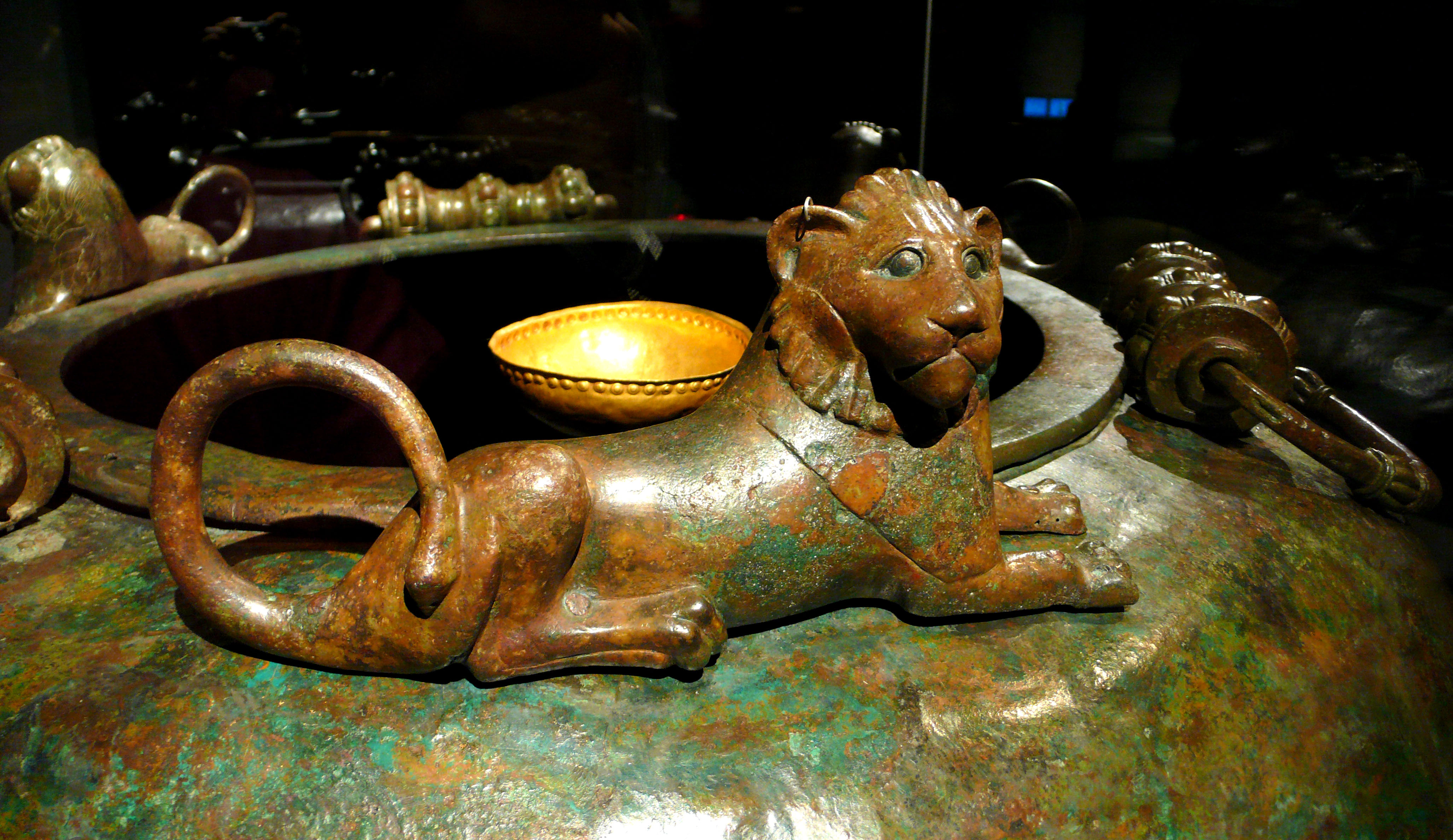
Detall de la caldera de bronze

### Altres parts
També s'hi van trobar aquestes peces:
- Un carro amb quatre cavalls i quatre rodes[3] i les peces d'arnés ocupen la paret est de la tomba; a diferència d'altres enterraments, aquest no és desmuntable. La seua safata estava plena de plats de bronze.
- Nou banyes de beure penjades a la paret, vuit de banya d'ur i una, més grossa, de ferro; estaven cobertes de pa d'or.
- Un calder de bronze importat de Grècia amb una capacitat d'uns 500 litres, amb restes d'hidromel al fons. Tres lleons de bronze adornen la vora del calder. Dos lleons provenen de Grècia, el tercer és de fabricació autòctona. Aquest tercer lleó testimonia l'apropiació de figures d'Orient a l'inici de la primera edat del ferro. Pot representar així els inicis de la civilització celta que creixerà posteriorment, a causa d'aquests contactes amb Orient, en particular pel comerç marítim que després guanya en intensitat.
- El cos del mort anava acompanyat de joies, una torca i polsera d'or i armes, tot recobert amb pa d'or.
- Un gran nombre de peces de vaixella de bronze, algunes d'importades de Grècia, però també altres objectes coneguts, carcaixos i fletxes, i objectes de tocador.[3]

## El ritu funerari
Típic dels enterraments de Hallstatt, el carro ocupa un gran espai, i sense dubte s'hauria emprat per a mostrar i transportar el cos durant el funeral. De vegades els cavalls eren sacrificats i enterrats amb el mort. Tanmateix, al jaciment arqueològic de Hochdorf no se n'ha trobat cap rastre. Com les altres tombes principesques que formen part del mateix conjunt arqueològic, el banquet funerari és molt explícit, el cràter degué quedar ple de beguda, plats abundants i, a Hochdorf, les nou banyes per beure fan pensar que les libacions del culte van acompanyar el ritu funerari.